# 韩济生
韩济生（1928年7月17日—），浙江省绍山人，中国生理学家。中国科学院院士（生命科学与医学学部），瑞典隆德皇家科学院国际院士，世界卫生组织（WHO）科学顾问，美国国立卫生研究院（NIH）顾问，国际疼痛研究会（IASP）终身荣誉会员。

## 生平

### 早期教育与职业生涯
韩济生1928年出生于浙江省绍山。1952年毕业于上海医学院医学系。1952年至1953年，在大连医学院生理高级师资班进修。1953年起，先后任教于哈尔滨医科大学、北京卫生干部进修学院、北京中医学院和北京医学院（1962年至今）。1979年，由讲师直接晋升为教授。

### 学术与科研成就

#### 神经科学与疼痛医学
1983年至1993年，韩济生任北京医科大学生理教研室主任，并于1987年创立北京医科大学神经科学研究中心。1993年，创建卫生部神经科学重点实验室，并担任实验室主任和神经科学研究所所长。同年，当选为中国科学院院士（生命科学与医学学部）。 

#### 针刺镇痛机制研究
自1965年开始，韩济生致力于针灸原理研究，并于1972年从中枢神经化学角度系统研究针刺镇痛原理。他发现针刺可刺激体内的镇痛系统，释放阿片肽和单胺类神经递质等物质，发挥镇痛作用。不同频率的电针可释放不同种类的阿片肽，而针效的优劣取决于体内镇痛和抗镇痛两种力量的消长。

#### 韩氏穴位神经刺激仪（HANS）
韩济生研发的“韩氏穴位神经刺激仪（HANS）”对治疗疼痛和海洛因成瘾有良效。从1987年至2000年连续13年获得美国国立卫生研究院（NIH）R01科研基金研究针刺镇痛原理。2004年至2009年，获得NIH重点科研基金，与哈佛大学合作研究针刺戒毒原理，并在哈佛大学精神病学科担任兼职教授。

#### 转化医学研究
近年来，韩济生致力于转化医学研究，探索韩氏仪在孤独症、辅助生育（包括试管婴儿）等方面的应用，并获得卫生部行业大基金资助，正在多间中心进行大样本的临床试验和推广。

## 荣誉与职务
- 中国科学院院士：1993年当选[4]
- 瑞典隆德皇家科学院国际院士：1987年当选
- 北京大学神经科学研究所名誉所长
- 世界卫生组织（WHO）科学顾问（1990年-2002年）
- 美国国立卫生研究院（NIH）顾问（1991年-2003年）
- 国际脑研究组织与美国神经科学基金会“杰出神经科学工作者奖学金”（1985年）
- 国际疼痛研究会（IASP）教育委员会委员（1991年-1995年）
- 国际疼痛研究会（IASP）中国分会会长（1989年-2008年）
- 国际疼痛研究会（IASP）终身荣誉会员（2012年）
- 国际神经肽协会中国分会主席（2007年）
- 国际麻醉性物研究学会（INRC）执委会委员（两届）
- 国际标准化机构（ISO）第249技术委员会（TC249）第4工作组（WG4）中方注册专家，“电针仪”项目负责人
- 香港张安德中医药国际贡献奖 （第二届 2014年）[5][6]

## 主要科研成就
1. 针刺镇痛机制：针刺可以提高正常人体和动物的痛阈，也可在有疼痛症状的人体和动物产生镇痛作用。针刺镇痛的物质基础主要是可引起中枢神经系统制造和释放特定的化学物质，产生镇痛效果，并阐明频率依赖的神经通路。[1]
2. 韩氏穴位神经刺激仪（HANS）：创制了韩氏穴位神经刺激仪（HANS），用带有自粘性的皮肤电极置于穴位表面，代替针灸针，将精确定量的电刺激施加于穴位，产生特定的治疗效果。
3. 药物依赖治疗：特定频率的HANS可用于治疗药物依赖，包括身体依赖和精神依赖，可显著降低海洛因的复吸率。该成果记录于美国《物质滥用教科书》第4版（2005年）和第5版（2011年）韩济生撰写的Acupuncture专章。
4. 孤独症与辅助生育：HANS可以改善孤独症患儿（自闭症）的症状，其机制可能与增加催产素和加压素的制造有关。特定频率的HANS可显著增加试管婴儿的成功率，由30%增加至50%。

## 教育贡献
韩济生在医学教育方面亦有卓越贡献。1992年获北京医科大学“桃李奖”；主编中文专著9册，包括《神经科学纲要》（1993年）、《神经科学原理》（1999年）、《神经科学》（2008年）、《针刺镇痛的神经化学原理》（分三卷，1987年、1997年、2007年）等。并主编英文生理学教科书和《疼痛学》教科书（2012年）。

## 社会贡献
韩济生及其科研团队对阐明针灸机理及促进针刺疗法走向世界发挥了重要作用，也推动了神经科学和疼痛医学基础研究的发展。

## 发表作品
韩济生在国内外杂志和专著上发表了900余篇论文，编写了多本中文专著和英文教科书。